# 孙延年
孙延年（1922年—2013年7月30日），浙江杭州人，中华人民共和国政治人物，中国民主建国会中央委员会原常务委员、浙江省委员会原主任委员，浙江省政协原常务委员兼秘书长，第六、七、八届全国政协委员。